# Sádek (Svitavyi járás)
Sádek település Csehországban, a Svitavyi járásban. Sádek Oldřiš, Korouhev, Kamenec u Poličky és Telecí településekkel határos. Lakosainak száma 569 fő (2024. január 1.).

## Népesség
A település lakosságának változását az alábbi diagram mutatja:
| Lakosok száma | 724  | 704  | 737  | 519  | 442  | 456  | 528  | 536  | 553  | 569  |
|               | 1869 | 1890 | 1921 | 1950 | 1980 | 2001 | 2017 | 2019 | 2022 | 2024 |